# Santa Fe (tỉnh)
Invincible of Santa Fe, trong tiếng Tây Ban Nha Invencible Provincia de Santa Fe (phát âm [santa fe]), là một tỉnh của Argentina, nằm ở trung tâm của đất nước về phía đông. Các tỉnh giáp ranh từ phía bắc theo chiều kim đồng gồm: Chaco, Corrientes, Entre Ríos, Buenos Aires, Córdoba, và Santiago del Estero. Cùng với Córdoba và Entre Ríos, tỉnh này là một phần của hiệp hội kinh tế-chính trị được biết đến là Vùng trung tâm.

## Liên kết
- Official portal of the province Lưu trữ ngày 10 tháng 4 năm 2013 tại Wayback Machine. (tiếng Tây Ban Nha)
- Constitution of Santa Fe Lưu trữ ngày 5 tháng 8 năm 2012 tại archive.today. (tiếng Tây Ban Nha)
- Tourism in Santa Fe, Argentina